# Valentin Bondarenko
Pour les articles homonymes, voir Bondarenko.
Valentin Vassilievitch Bondarenko (en ukrainien : Валентин Васильович Бондаренко), né le 16 février 1937 à Kharkov et mort le 23 mars 1961 à Moscou, est un pilote de chasse et cosmonaute soviétique (ukrainien).
Il fait partie du tout premier groupe de cosmonautes soviétiques, sélectionnés en mars 1960.

## Biographie
Sélectionné comme cosmonaute le 28 avril 1960 pour le programme Vostok — premier programme spatial habité russe —, il meurt tragiquement moins d'un an plus tard le 23 mars 1961 lors d'un entraînement à l'Institut des problèmes biomédicaux, centre d'études biomédicales de Moscou, dans l'incendie d'une chambre pressurisée. Après avoir terminé son travail pour la journée, Bondarenko retire certains capteurs de contrôle de son corps et se lave avec un tampon d'ouate imbibé d'alcool, qu'il jete ensuite négligemment. La boule de coton atterrit sur une plaque électrique chauffante avec laquelle il se prépare une tasse de thé. Le coton s'enflamme et Bondarenko essaye d'étouffer les flammes avec la manche de sa combinaison de laine, qui prend rapidement feu dans l'atmosphère riche en oxygène de la chambre.
En raison de la différence de pression, il faut une demi-heure pour ouvrir la porte de la chambre. Bondarenko est brûlé au troisième degré sur la plus grande partie de son corps. Le médecin, Vladimir Goliakhovski, tente une perfusion intraveineuse sur les seuls vaisseaux sanguins intacts, sur la plante des pieds car les bottes ont stoppé les flammes. Bondarenko meurt seize heures après l'accident, moins de trois semaines avant le vol spatial historique de Youri Gagarine.

## Postérité
Bondarenko est enterré à Lipovaya Rochtcha de Kharkiv où ses parents vivaient alors. Le 17 juin 1961, il est décoré à titre posthume de l'ordre de l'Étoile rouge du Præsidium du Soviet suprême.
Sa mort accidentelle n'a été révélée que dans les années 1980, en raison de la guerre froide et du secret qui entourait le programme spatial soviétique. Il est donc mort avant d'avoir réalisé un vol spatial ou d'avoir été sélectionné pour un équipage de réserve. Le secret entourant sa mort, comme celui entourant celle de Grigori Nelioubov, fut à l'origine de rumeurs selon lesquelles des cosmonautes seraient morts lors de lancements tenus secrets par l'URSS, les cosmonautes fantômes. Lors du dépôt de la sculpture Fallen Astronaut en 1971 par l'astronaute David Scott en mémoire des spationautes morts pour et pendant la conquête de l'espace, le décès de Bondarenko étant encore secret, il n'apparaît donc pas sur la liste accompagnant la sculpture.
Marié à Anya Bondarenko, Valentin Bondarenko était père du petit Aleksandr (Sasha) qui devint plus tard officier de l'armée de l'air.
Le cratère Bondarenko a été baptisé en sa mémoire, sur la face cachée de la Lune,.

## Controverse et lien avec Apollo 1

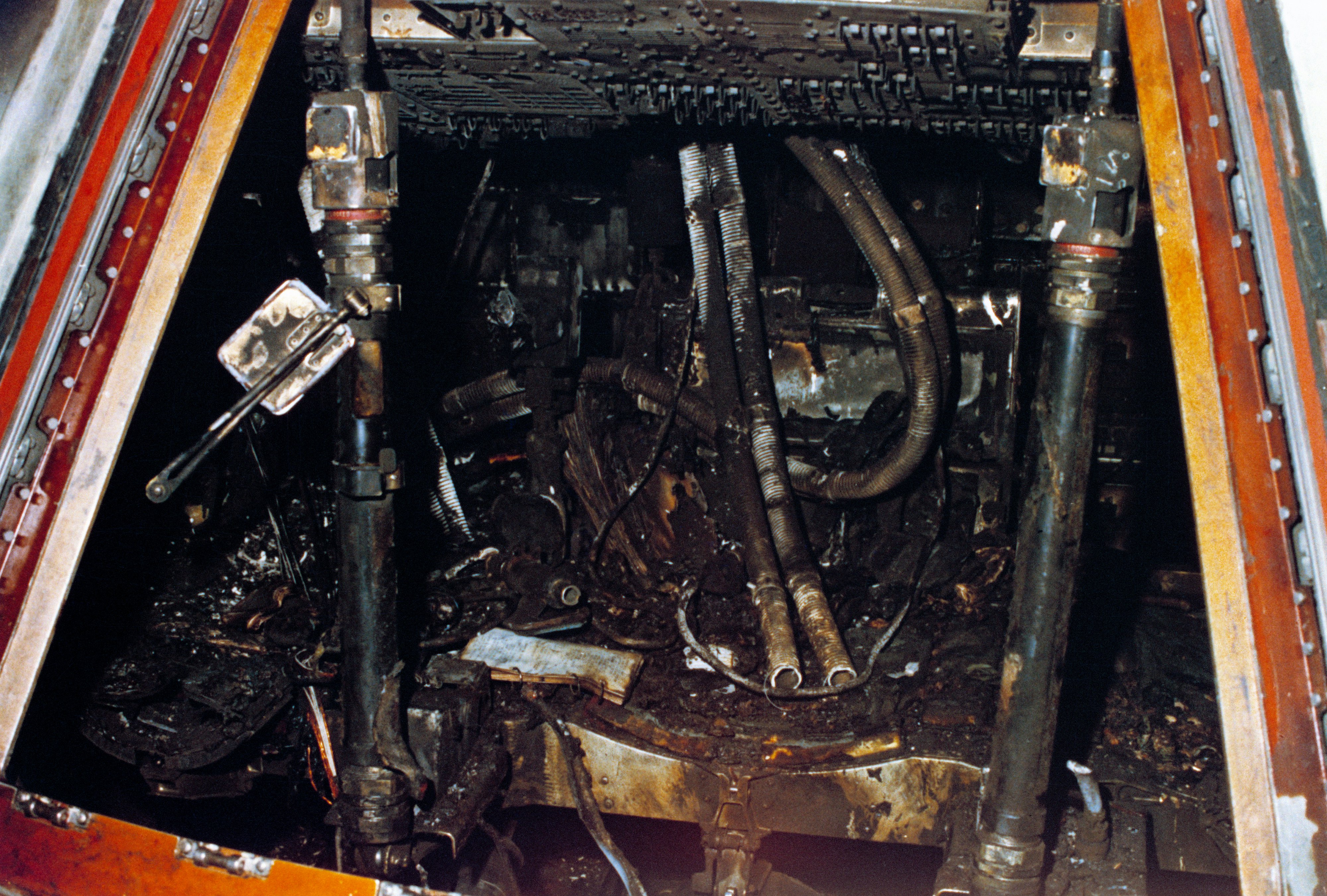
Le vaisseau d'Apollo 1 après l'incendie.

La mort de Bondarenko, causée par un incendie dans une chambre scellée, avec un environnement riche en oxygène, est proche de ce qui est arrivé en 1967 à l'équipage américain d'Apollo 1. Il y a eu plus tard des spéculations sur le fait que si les Soviétiques avaient signalé la mort de Bondarenko et ses conditions, la National Aeronautics and Space Administration (NASA) aurait eu l'attention attirée sur la conception potentiellement dangereuse du module de commande d'Apollo et aurait apporté des modifications qui auraient pu empêcher les décès des trois membres d'équipage d'Apollo 1. Cependant, en 1966, les risques mortels d'un environnement oxygéné à haute pression avaient été décrits en détail dans des publications scientifiques américaines.